# فيكتور ويمبانياما
فيكتور ويمبانياما (مواليد 4 يناير 2004) هو لاعب كرة سلة فرنسي يلعب في مركز لاعب وسط في نادي أسفيل باسكت. في الوقت الحالي، يلعب فيكتور وييمبانياما لصالح فريق سان أنطونيو سبيرز في دوري الرابطة الوطنية لكرة السلة.

## روابط خارجية
- فيكتور ويمبانياما على موقع الدوري الأوروبي لكرة السلة (الإنجليزية)
- فيكتور ويمبانياما على موقع إن بي أي (الإنجليزية)
- فيكتور ويمبانياما على موقع سبورتس رفرنس (الإنجليزية)
- فيكتور ويمبانياما على موقع كرة السلة الأوروبية.كوم (الإنجليزية)
- فيكتور ويمبانياما على موقع إي إس بي إن.كوم (الإنجليزية)
- فيكتور ويمبانياما على موقع ريلجم (الإنجليزية)
- فيكتور ويمبانياما على موقع بروبوليرز (الإنجليزية)
- فيكتور ويمبانياما على موقع سبورتس رفرنس (الإنجليزية)